# Шашкевич Григорій
о. Григо́рій Шашке́вич  (24 січня 1809, с. Сусолівка, нині Сосулівка — 18 серпня 1888, Перемишль або Львів) — український галицький громадсько-політичний і церковний діяч, священик УГКЦ. Стрийко (за іншими даними двоюрідний брат[джерело?]) Маркіяна Шашкевича.

## Біографія
Народився у сім'ї дяка 24 січня 1809 року в с. Сусолівка (нині Сосулівка, Чортківський район, Тернопільська область, Україна). Батько Іван помер за два місяці до його народження сина, тому ним опікувався стрийко Роман Шашкевич — парох у селі Устечко.
За сприяння стрийка Григорій навчався у головній школі та гімназії при монастирі василіян у м. Бучач. У 1831 році закінчив Львівську греко-католицьку духовну семінарію. Вивчав теологію у Львівському університеті в 1827 —1831 рр.
З 1833 року адміністратор парафії Чернелиця (тут часто зазнавав кривд від місцевого дідича Наполеона Рациборського), з 1835 року парох Долішнього Угринова неподалік від Станиславова (нині Івано-Франківськ).
У 1848 році став співзасновником і заступником голови Станиславівської окружної руської ради — філії Головної Руської Ради у Львові; також послом до австрійського парламенту (посол Станиславівської округи, в тому числі від Монастириська, Бучача, мав вести переклади Олекси Заклинського виступів послів парламенту для руського народу). Був послом у 1848—1849 роках. Після вступу на престіл нового цісаря Франца Йозефа І 2 грудня 1848 року був у складі делегації руських послів на зустрічі з ним в Оломоуці.
У 1848—1865 (1856) роках був радником міністерства освіти у Відні, керував департаментом (референт) галицького шкільництва, був цензором шкільних підручників. Від 1852 року — канонік, згодом архипресвітер капітули в Перемишлі. Від 1858 року — ректор «Барбареуму» — греко-католицької духовної семінарії у Відні.
Під час виборів до Галицького сейму 1867 р. (округ Любачів — Чесанів, не вистачило 1-го голосу) було забраковано 17 голосів виборців через те, що виборці-селяни помилково проголосували за його опонента — Шишкевича.
По поверненні до Галичини став послом до Галицького сейму (1870—1876 роки, округ Перемишль — Нижанковичі; входив до «Руського клубу»). Парох катедрального собору в Перемишлі, член Перемиської повітової ради (з 1867 року) і повітової управи. Почесний громадянин Коломиї, почесний член Ставропігійського інституту. Член-засновник Галицько-Руської матиці. Меценат Народного Дому.
Помер 18 серпня 1888 року у м. Львів, був похований 21 серпня.

## Громадська діяльність
Григорій Шашкевич відомий як активний поборник національної незалежності українців, поділу Галичини на дві адміністративні провінції (українську і польську) за етнічною ознакою, пристрасний оборонець народної мови та противник москвофільської тенденції у письменстві, автор меморандуму, спрямованого проти проекту латинізації української писемності (1859).
Зібрав цінні документи до історії «Азбучної війни» в Галичині, які опублікував Іван Франко («Українсько-руський архів», том 8, 1912).
Був автором однієї з перших граматик української мови для народних шкіл (1862) і «Німецько-руської правничої термінології» (1851), виданої у Відні у співавторстві з Яковом Головацьким і Юрієм Вислобоцьким.